# Yiyang
Yiyang (chiń. 益阳; pinyin Yìyáng) – miasto o statusie prefektury miejskiej w środkowych Chinach, w prowincji Hunan. W 2010 roku liczba mieszkańców miasta wynosiła 201 177. Prefektura miejska w 1999 roku liczyła 4 492 385 mieszkańców.